# Wärmeleitmedium
Unter dem Begriff Wärmeleitmedium oder Wärmeleitmaterial (englisch Thermal Interface Material, TIM) wird üblicherweise ein Werkstoff verstanden, der zur Verbesserung der Wärmeübertragung zwischen Objekten unterschiedlicher Temperatur eingesetzt wird. Der Wärmetransport findet hierbei direkt in dem unbewegten Medium statt (vergleiche Wärmeleitung). Im Gegensatz dazu steht der Wärmetransport über aktiv oder passiv bewegte Medien (vgl. Wärmetransportmittel).

## Allgemeines
Eine häufige Anwendung von Wärmeleitmedien ist das Abführen von Wärme. Hierbei wird das Medium zwischen das wärmeproduzierende Bauteil (zum Beispiel einen Integrierten Schaltkreis) und dessen Wärmeabfuhrlösung (zum Beispiel ein Kühlkörper) eingebracht. Weil die Leistungsfähigkeit sowie die Lebensdauer vieler mechanische und elektronischer Geräte von einer ausreichenden Wärmeabfuhr abhängt, ist die Entwicklung entsprechender Medien seit Jahrzehnten ein intensiver Forschungsgegenstand. Das Ziel ist die Minimierung des Wärmeübergangswiderstands bei gleichzeitiger Maximierung der Langlebigkeit sowie der Reduktion von Herstellungs- und Installationskosten.
Nebst der Abführung von Wärme werden sie auch zur thermischen Koppelung unterschiedlicher Bauteile eingesetzt, zwischen denen eine Wärmeübertragung gewährleistet sein muss. Dazu zählen z. B. die Verbindung von thermischen Sicherungen, Thermistoren, Thermoelementen und Thermosstaten mit entsprechenden Bauteilen.

## Konkretisierungen und Anwendungsweisen von Wärmeleitmedien
In vielen Fällen kann die aus Anforderungen hervorgehende, gewünschte Funktion eines Wärmeleitmediums durch Einsatz von vorwiegend aus der Materialforschung stammenden, unterschiedlichen einzelnen Medien und deren Anwendungsweisen umgesetzt werden.

### Wärmeleitpaste
In der Elektronikindustrie werden vorrangig Wärmeleitpasten eingesetzt, diese können in sehr geringen Schichtstärken verwendet werden und erzeugen kaum mechanische Belastung (außer die durch Grenzflächenspannung hervorgerufene Adhäsion). Der Nachteil ist, dass derartige Pasten eine externe, mechanische Befestigung der Kühllösung benötigen und aufgrund unterschiedlicher Alterungsprozesse von Zeit zu Zeit ersetzt werden müssen.

### Wärmeleitpads

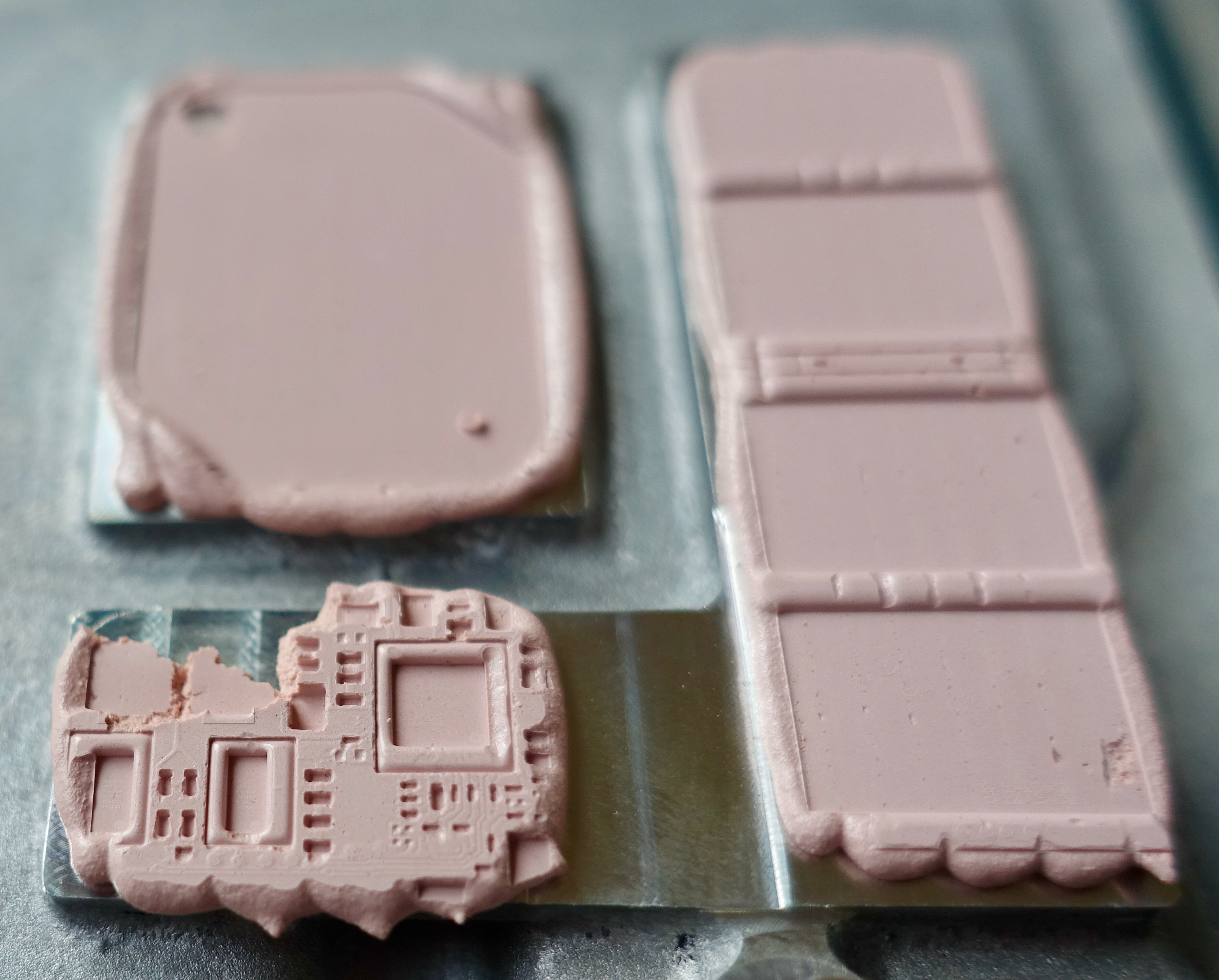
Abdrücke auf Wärmeleitpads

Zur Halbleitermontage werden häufig Wärmeleitpads eingesetzt, die wesentlich einfacher zu handhaben sind als Paste. Zusätzlich wird zwischen Bauteil und Kühlkörper eine elektrische Isolierung erreicht. Wärmeleitpads haben jedoch generell einen höheren Wärmedurchgangswiderstand als pastenbenetzte Metallflächen, erlauben jedoch die Überbrückung größerer Spalten.

### Wärmeleitklebstoff
Zur besseren thermischen Ankopplung können Wärmeleitkleber verwendet werden. Diese Klebstoffe enthalten meist einen Anteil von Partikeln oder Füllstoffen, die die Wärmeleitfähigkeit erhöhen. Sie können auch dort eingesetzt werden, wo kein zusätzlicher Haltemechanismus (zum Beispiel per Schraubmontage) für den Kühlkörper vorgesehen ist.

### Wärmeleitklebebänder
Entsprechen doppelseitigen Klebebändern mit entsprechender Wärmeleitfähigkeit, sie verbinden die Vorteile von Wärmeleitpads und Klebstoffen und sind einfacher in der Handhabung, haben jedoch in der Regel geringfügig schlechtere Leistungsdaten.

### Phasenwechselpads
Sind Werkstoffe die ursprünglich in einem festen Zustand (wie ein Wärmeleitpad) aufgebracht werden und im Betrieb (oder nach einem definierten Temperaturzyklus) in einem hochviskosen, flüssigen Zustand vorliegen. Sie verbinden zu einem gewissen Grad die einfache Handhabung von Wärmeleitpads mit den verbesserten Eigenschaften von Wärmeleitpasten.

### Lötverbindungen
Diese können im Gegensatz zu anderen Methoden nur schwierig wieder gelöst werden, verfügen jedoch aufgrund der in der Regel besseren Wärmeleitfähigkeit der verwendeten Legierungen über einen insgesamt geringeren Wärmewiderstand. Viele Halbleiterhersteller sehen vor, dass die Chipgehäuse verlötet werden und statten sie dazu mit entsprechenden Flanschen oder Flächen aus. Das Löten hat neben dem hohen Wärmeleitwert den Vorteil, dass es zusammen mit dem Arbeitsgang des Verlötens der anderen Bauteile der Platine erfolgen kann. Metallkern-Leiterplatten kommen dabei bevorzugt zum Einsatz, beispielsweise in LED-Lampen.
Bei leistungsfähigen Prozessoren (CPUs) werden Heatspreader und Die oft mit einem auf Indium basierten Niedertemperaturlot verlötet. Heatpipes oder Kühlfinnen werden oft mit dem Kühlerboden beziehungsweise miteinander verlötet.

## Geometrie der Kontaktflächen
Um den Bedarf eines Wärmeleitmediums so gering wie möglich zu halten, kann die Wärmeübertragung auch durch eine formschlüssige Verbindung verbessert werden. Hierbei werden die Bauteile i. d. R. permanent miteinander verpresst. Dieses Verfahren z. B. bei der Herstellung von Kühlkörpern verwendet, bei denen unterschiedliche Materialien oder Komponenten verbunden werden. Ein typisches Beispiel ist das einbringen eines Kupferkerns im Boden eines Aluminiumkühlkörpers. Die Wärmeübertragung ist hierbei hinreichend gegeben, eignet sich aber nicht bei Verbindungen, die zu einer mechanischen Zerstörung einer der beiden Komponenten führen würden. Ist dies nicht möglich können die Kontaktflächen durch Honen, Läppen oder Polieren nahe an eine ideale Planarität gebracht werden. Um ein nachträgliches Aufrauen durch eine Oberflächenoxidation zu vermeiden, können die Flächen danach mit einem Metall wie z. B. Nickel überzogen werden. Diese Verfahren werden i. d. R. eingesetzt um die Übertragung zu verbessern und stellen meist eine Ergänzung, insbesondere zu Wärmeleitpasten im High-End-Bereich dar.